# اندماج بحصر القصور الذاتي

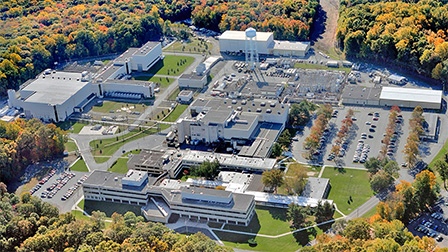
منظر من الجو لمختبر برينستون لفيزياء البلازما ، بالولايات المتحدة

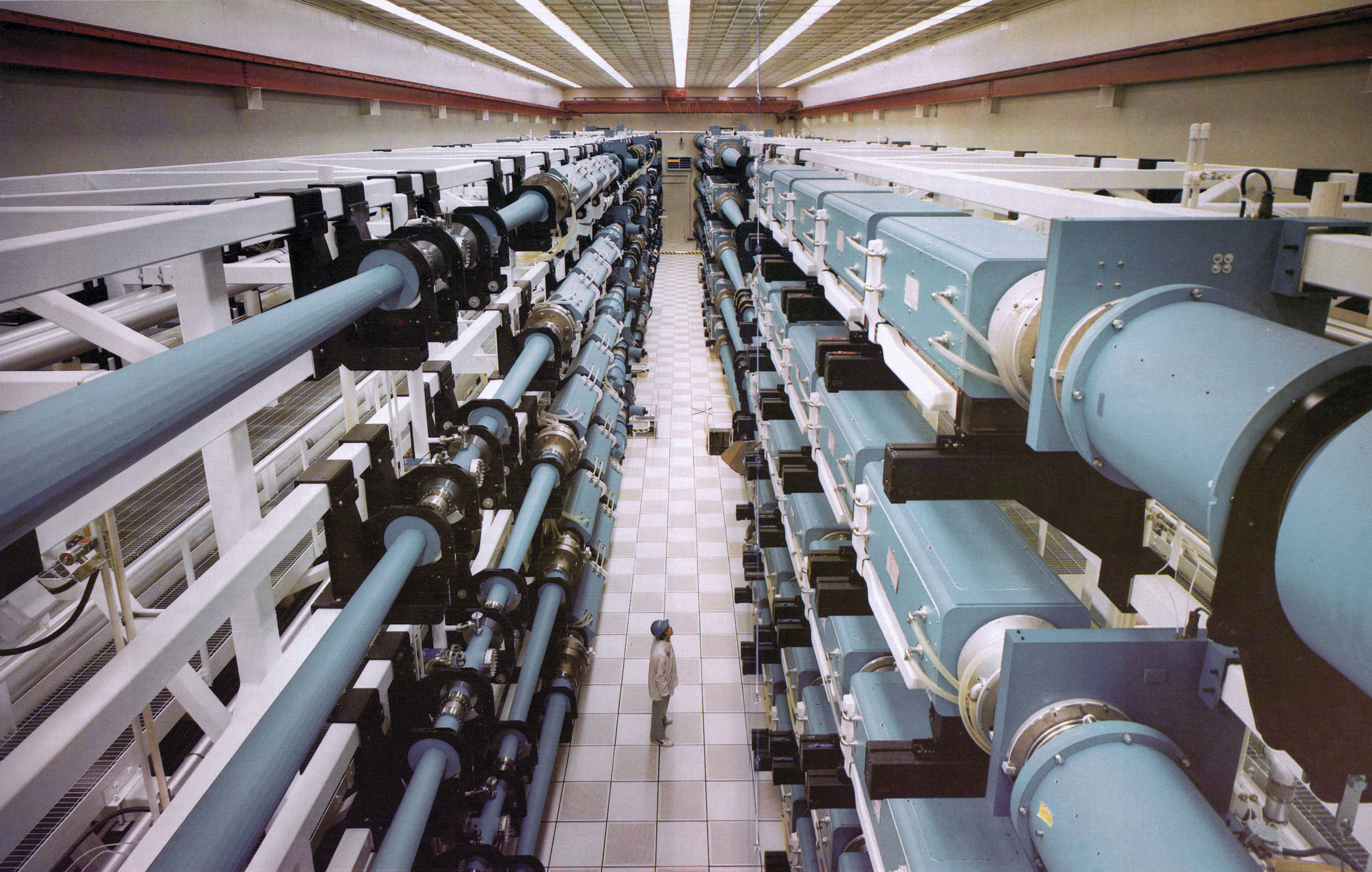
ليزر ضخم يستخدم في اندماج القصور الذاتي، وهو يتكون من 10 أشعة. ويرى في الصورة ليزر نوفا بعد الانتهاء من بنائه عام 1984. (قارن حجم الشخص بالصورة)

الاندماج بحصر القصور الذاتي في الفيزياء (Inertial confinement fusion) هو تجربة يجري فيها الاندماج النووي حيث تحفز برفع درجة حرارة قطرة الوقود وضغطها بدرجة عالية جدا، وتتكون قطرة الوقود من مخلوط من الديوتيريوم و التريتيوم.
ومن أجل تسخين وضغط الوقود فتوجه الطاقة على قطرة الوقود من الخارج عن طريق استخدام فيضات من الليزر الضوئي ذوي طاقة عالية، أو إلكترونات أو أيونات. عندما تسخن الطبقة الخارجية للقطرة فإنها تتفجر إلى الخارج مما يسبب ضغطا عاليا على جزء القطرة الداخلي. وفي استطاعة تلك الموجات التصادمية الناشئة من الخارج إلى الداخل أن تضغط القرص وترفع درجة حرارته فتتيح فرصة سير تفاعل الاندماج النووي وتكوين الهيليوم وانطلاق طاقة التفاعل. ومن المفروض ان تلك الطاقة الناتجة من تلك التصادمات سوف ترفع من درجة حرارة الوقود النووي المحيط وتؤدي إلى التفاعل الاندماجي. والهدف من الاندماج بحصر القصور الذاتي  هو إنتاج الحالة المسماة «الإشعال» حيث تتسبب تلك الطريقة في تفاعل جزء من الوقود (الديوتيريوم و التريتيوم). وتبلغ اقراص الوقود حجم سن القلم ويحتوي على 10 مليجرام من الوقود، وفي الواقع يتفاعل جزء صغير من القرص ويجري الاندماج، وفي حالة اندماج مادة القرص كاملة فإن الطاقة الناتجة سوف تعادل الطاقة الصادرة من حرق برميل من النفط. وقد توصل العلماء إلى تلك المقارنة بحساب جدوى الطاقة 6.3×1014 جول/كيلوجرام وهي أعلى كفاءة لاندماج الهيدروجين (الديوتيريوم و التريتيوم هما هيدروجين ثقيل)، ومتوسط الطاقة الناتجة من برميل النفط البالغة ~ 6 جيجا جول.

## طريقة القصور الذاتي

مراحل إشعال الاندماج النووي بطريقة القصور الذاتي لقطرة من الوقود الهيدروجيني:
1. شعاع الليزر أو أشعة إكس يقوم بتسخين قرص الوقود لإنتاج بلازما
2. تتأثر مادة الوقود وتنضغط إلى الداخل
3. تصل مادة الوقود في القرص إلى المرحلة الحرجة التي تفي بشرط لاوسون
4. ويبدأ تفاعل الاندماج وتنطلق طاقة أكبر من الطاقة المستخدمة.
ملحوظة: تمثل الأسهم الزرقاء عمليات الأشعة المتجهة إلى الداخل، والأسهم البرتقالية العمليات المتجهة إلى الخارج، والأسهم البنفسجية تمثل الطاقة الحرارية الضاغطة المتجهة إلى الداخل.

يبين الشكل المجاور مراحل إشعال تفاعل الاندماج النووي لقطرة صغيرة أو قرص صغير من الوقود تحتوي على مخلوط من الديوتيريوم والتريتيوم. تكون القطرة معلقة داخل محفطة الجهاز وتبقى معلقة تلقائيا بفعل القصور الذاتي أثناء التفاعل عن طريق تصويب عليها عدد كبير من أشعة الليزر عالية الطاقة.
حققت طريقة تصويب أشعة ليزر من أشعة إكس أكبر كسب للطاقة حتى الآن في ألة أندماج بواقع عام 2022 , (أنظر معمل برينستون لفيزياء البلازما )

## مساعي أمريكية وأوروبية
تعتبر تجربة اندماج بحصر القصور الذاتي واحدة من تجربتين في مجال أبحاث الاندماج النووي، والتجربة الثانية تستخدم طريقة المحفظة المغناطيسية للاندماج. وتتم معظم البحوث في تلك التجربتين حتى الآن في فرنسا والولايات المتحدة الأمريكية، ولكن البحث بطريقة المحفظة المغناطيسية تعد أكثر تقدما - (ملحوظة: بتاريخ 13 يونيو 2022 أعلنت وزارة الطاقة الأمريكية عن نجاح منشأة الإشعال الوطنية في احراز تقدم كبير بطريقة الحصر والإشعال بالليزر) - ويوجد حاليا مشروعان كبيران في مجال التنفيذ: ليزر الميجاجول في فرنسا والجهاز الوطني للإشعال في الولايات المتحدة. وعندما تم اقتراح طريقة محفظة القصور الذاتي علقت عليها آمال كبيرة علي سبيل إنتاج الطاقة الكهربائية من الاندماج النووي. ولكن تبين من خلال التجارب التي اجريت في السبعينيات والثمانينيات من القرن الماضي أن كفاءة تلك الأجهزة كانت أقل فاعلية بكثير عن المطلوب. ثم تركزت الأبحاث في أعوام الثمانينيات والتسعينيات بصفة أساسية على أبحاث تحسين القنابل الهيدروجينية للردع العسكري. ثم حدث تقدم في مجال استخدام اندماج بحصر القصور الذاتي في الأغراض السلمية مما جعله مغريا من الوجهة الاقتصادية لبناء مفاعلات القوي التي تعمل بالاندماج النووي واستخدامها في توليد الكهرباء. فمن مزايا انتاج الكهرباء من مفاعلات أندماج نووي أن الوقود النووي من الهيدروجين والديوتيريوم يستخرج من مياه البحار والمحيطات فهو متوفر للغاية - كما أنه لا ينتج نفايات مشعة؛ بعكس مفاعلات الانشطار النووي التي تنتج قدرا كبيرا من النفايات النووية المشعة الخطيرة.

## طريقة الاندماج بالقصور الذاتي
في القنبلة الهيدروجينية تتحقق حالة تفاعل الاندماج من وجود حرارة عالية وضغط عالي جدا عن طريق تفجير قنبلة ذرية (أنظر تصميم تيلر- أولام. وطريقة استخدام تفجير انشطاري لإشعال تفجير اندماجي غير عملية لاستخدامها لتوليد الطاقة الكهربائية. وكما تبين التجارب على القنابل الذرية فإنه ليس من الممكن بناء قنبلة ذرية تكون شدة انفجارها أقل من 1 كيلو طن من التي إن تي مما يجعلها غير صالحة للاستخدام المدني. وعلاوة على ذلك فتنتج القنبلة الانشطارية نفايات ضارة أكثر من تفاعل الاندماج النووي. وعلى الرغم منذ ذلك فلم تتوقف المساعي على هذا الطريق كما نرى في مشروع باسر للاندماج النووي.
فإذا استطعنا ايجاد طريقة لضغط الوقود تختلف عن طريقة الانفجار الانشطاري فيمكن بذلك تصغير حجم المفاعل. وفي السبعينيات من القرن الماضي بدى حل لذلك باستخدام الليزر لتحقيق الحرارة العالية والضغط العالي لبدء التفاعل الاندماجي. ويحتوي مخلوط الديوتيريوم والتريتيوم والذي يطلق عليه اسم «الهدف» على كمية ضئيلة من الوقود عن تصميم القنبلة (نحو عدة ميكروجرام] وينشأ عنها انفجارا أقل بمراحل.
وبصفة عامة يستخدم اندماج محفظة القصور الذاتي شعاعا واحدا من الليزر بمثابة «القائد» حيث ينقسم إلى عدد من الأشعة، يضخم طاكل شعاع منها آلاف مليار مرة، قبل توجيهها إلى غرفة التفاعل وتسمى «غرفة الهدف» عن طريق الانعكاس على مرايا، وذلك بغرض إضاءة الهدف متساويا على جميع سطحه. فتسبب حرارة الأشعة في انفجار الطبقة الخارجية للهدف، مثلما يحدث في الطبقة الخارجية لقنبلة هيدروجينية أسطوانية عندما تتخللها أشعة إكس الصادرة من القنبلة الذرية الملحقة التي تستخدم كبادئ للاشتعال.
وتتسبب المادة المتفجرة على السطح في ضغط المادة الداخلية في الهدف (قطرة الوقود)، فتجبرها على التقلص في كرة أشد صغرا. وترتفع كثافة مادة الوقود في اندماج بحصر القصور الذاتي إلى نحو 100 مرة من كثافة الرصاص، أي تصل كثافتها إلى نحو 1000 جرام/سنتيمتر مكعب. ولكن تلك الكثافة لا زالت ليست عالية بالكافي لإنتاج معدل مفيد للاندماج النووي تلقائيا. ومن ناحية أخرى تتكون موجات صادمية إثناء تقلص الوقود، وعند تقابل تلك الموجات التصادمية في مركز الوقود فإنها ترفع من كثافة الوقود أكثر فأكثر.
عند تحقق الحالات المناسبة فقد ينشأ من الموجات التصادمية على مركز قطرة الوقود كمية ملحوظة من جسيمات ألفا ذات الطاقة العالية. ونظرا لشدة كثافة المادة حولها فإن جسيمات ألفا ستتحرك مسافة قصيرة جدا قبل أن تنخفض سرعتها وتفقد طاقتها في الوقود في صورة حرارة عالية. وتتسبب تلك الطاقة الإضافية في تفاعلات أكثر من الاندماج النووي في الوقود الساخن، فيُنتج جسيمات عالية الطاقة. وتنتشر تلك العملية من مركز القطرة إلى الخارج وتتسبب في تفاعل تلقائي قائم بذاته يسمى الاشتعال.

## اندماج بحصر القصور الذاتي كمصدر للطاقة

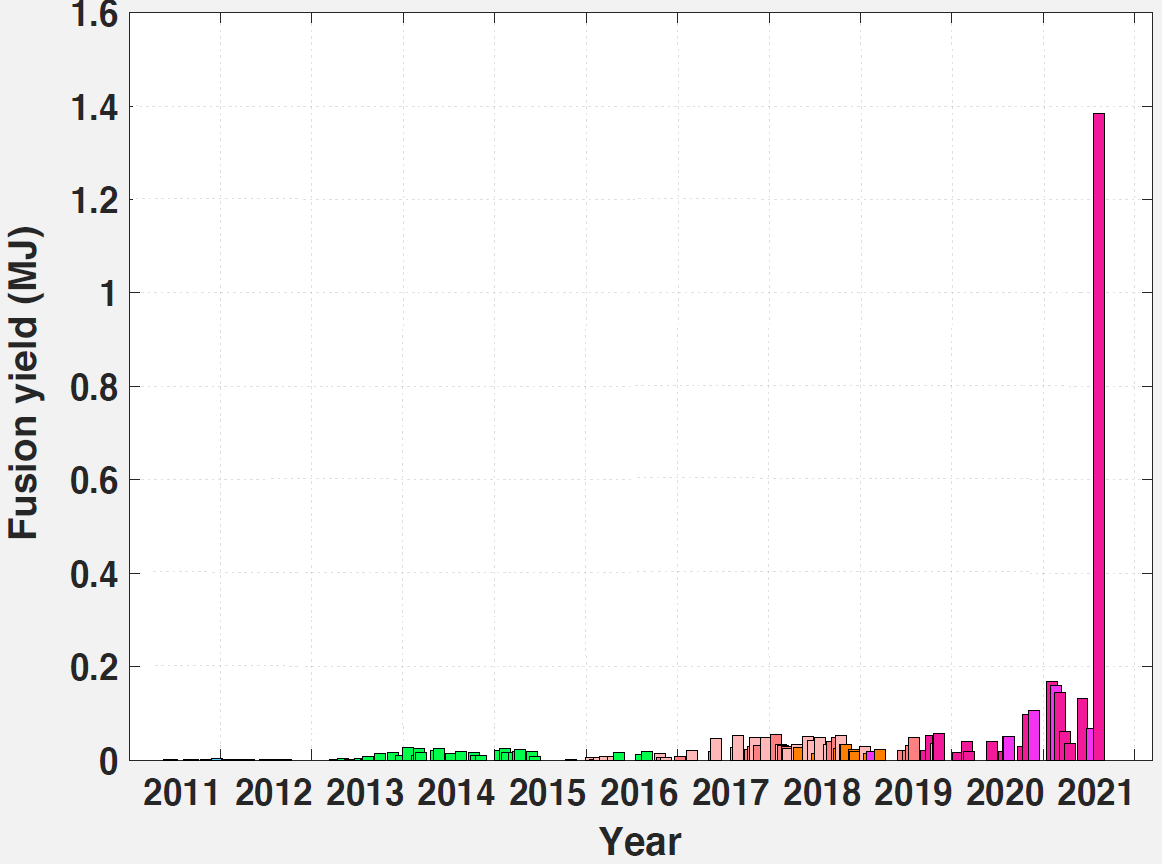
رسم بياني يوضح التقدم في نتائج مرفق الإشعال الوطنى الأمريكي من عام 2012 إلى 2021. المحور الرأسي يبين الطاقة المكتسبة من الآلة بالميجا جول ، وقد أجريت تلك الضربات بالليزر جميعها بنفس طاقة التشغيل. في عام 2021 وصل الناتج إلى نحو 4و1 ميجاجول (مليون جول)، وهو تقدم عظيم.

تدرس تصميمات محطات القوى التي تعمل بواسطة الاندماج بحصر القصور الذاتي منذ نهاية السبعينيات من القرن الماضي عندما بدأت تجارب اندماج القصور الذاتي التوصل إلى طاقات أعلى، وتلك التصميمات كانت تسمى محطات قوى اندماج القصور الذاتي. وكانت الرؤية آنذاك أن تقدم تلك الأجهزة عددا منتتاليا من الأهداف (قطرات الوقود) إلى غرفة التفاعل - عدة قطرات في الثانية - والاستفادة من الحرارة والنيوترونات الناتجة عن اندماج الوقود وتوليد بخار منه يدير توربين بخاري عادي.
وكان الاعتقاد آنذاك أن الليزر كمصدر للحرارة والضغط الابتدائيين لبدء الاندماج في استطاعته إنتاج محطات قوى اقتصادية. ولكن الحسابات التي أجريت في السبعينيات والثمانينيات من القرن الماضي بينت أن الطاقة اللازمة للوصول إلى اشعال التفاعل عالية جدا مما تسبب في اهمال البحث في ذلك المجال. فقد كانت كفاءة التضخيم بالليزر نحو 1% إلى 5 و1 % بالإضافة إلى الفقد الحراري الكبير لإنتاج الكهرباء (تبلغ كفاءة التوربينات البخارية نحو 35 %) فكان من اللازم رفع قدرة الاندماج نحو 350 مرة للوصول إلى مرحلة تساوي الطاقة المبذولة والطاقة الكهربية الناتجة.
وبدت تلك الزيادة في طاقة الجهاز المولد ليست من المستطاع، وانحصر البحث بطريقة اندماج بحصر القصور الذاتي في أبحاث صناعة الأسلحة النووية في الولايات المتحدة الأمريكية. ثم حدث تقدم في أبحاث الاشتعال السريع وبدأت الأحوال تتغير سريعا، فبدى انه في المتناول تحقيق تضخيم يبلغ 100 مرة عن طريق أول جهاز تجريبي هايبر HiPER. فعندما يمكن الحصول على تضخيم 100 مرة وتكون كفاءة الليزر 1% نكون قد وصلنا إلى تساوي الطاقة المكتسبة من الاندماج مع الطاقة المستخدمة لإشعاله.

## اقرأ أيضًا
- توكاماك DIII-D
- هيليون للطاقة
- تشكيل المجال المعكوس
- المفاعل النووي الحراري التجريبي الدولي ITER
- معمل برينستون لفيزياء البلازما
- تجربة الحلقة الكروية الوطنية
- مفاعل ويندلشتاين 7 إكس
- تفاعل نووي
- تخليق العناصر
- طاقة الارتباط
- توكاماك
- سلسلة تفاعل بروتون-بروتون
- مشروع باسر
- صاروخ اندماجي